# Mia Khalifa
Mia Khalifa (arabsky ميا خليفة‎, Mia Chalífa, * 10. února 1993 Bejrút) je americko-libanonská webcam modelka a internetová celebrita, která se také v letech 2014–2015 krátkodobě s úspěchem věnovala natáčení pornografických filmů.

## Biografie
Narodila se v libanonském hlavním městě Bejrút do křesťanské rodiny americkému otci a libanonské matce. V deseti letech, v roce 2003, s rodinou přesídlila do Spojených států do okresu Montgomery v Marylandu. Studovala na Texaské univerzitě v El Pasu, kde získala bakalářský titul z historie. V únoru 2011 se krátce před svými osmnáctými narozeninami provdala. S manželem žije v Miami na Floridě.

### Kariéra
V říjnu 2014 se začala věnovat profesi pornoherečky. Koncem téhož roku zveřejnil Pornhub, který je největším pornografickým webem na světě, že je Mia Khalifa v rámci jeho statistik nejvyhledávanější pornoherečkou. Kvůli této popularitě a profesi, jíž se věnuje, se na ni snesla vlna kritiky z její původní vlasti, potažmo i dalších blízkovýchodních států. Ta sestávala z kritických článků otištěných v libanonských novinách a odsuzujících vzkazů obsahující urážky a výhrůžky (včetně hrozby smrti). Kontroverzi a ostré reakce vzbudil zejména pornografický snímek, v němž má na sobě hidžáb (tradiční muslimský ženský šátek). Kritizována byla i za údajně politicky motivovaná tetování. Jedno z nich, v podobě kříže, vyobrazuje znak někdejší křesťanské milice Libanonské síly, která bojovala v libanonské občanské válce. Druhé pak tvoří počáteční text libanonské hymny (كلنـا للوطـن للعـلى للعـلم‎). Počátkem roku 2015 o ní na její počest napsalo píseň americké hudební duo Timeflies.